# Frýdštejn
Frýdštejn – gmina w Czechach, w powiecie Jablonec nad Nysą, w kraju libereckim.
1 stycznia 2017 liczyła 855 mieszkańców o średnim wieku 43,7 roku.